# Олександр Зазарашвілі
Зазарашвілі Олександр (груз. ალექსანდრე ზაზარაშვილი) (н. 2007) — грузинський співак, переможець 5-го сезону Голос. Діти у 2019 році.

## Біографія
Народився в маленькому селі в Грузії. Олександр має рідну сестру і батьків. Батьки сусідніх дітей загинули і Олександр запропонував своїм батькам забрати та усиновити 4 сусідських дітей до себе у сім'ю. Таким чином, він ріс у сім'ї де було 6 дітей.

### Голос. Діти
У 2019 році (у 12 років) взяв участь у п'ятому сезоні української версії телешоу «Голос. Діти». Він виконав кілька пісень і виграв конкурс із піснею Ніно Катамадзе "Once in the Street".